# Unto the Locust
Unto the Locust — седьмой студийный альбом американской грув-метал группы Machine Head, вышел 23 сентября 2011 года в Австралии, 26 сентября в Великобритании и 27 сентября в остальном мире. Альбом был спродюсирован и смикширован Роббом Флинном. Unto the Locust был записан в Green Day Jingletown Studios. Это последний альбом Machine Head с басистом Адамом Дьюсом, который был в группе с 1992 года.
Unto the Locust получил высокие оценки критиков, а также достиг коммерческого успеха: так, только в США было продано более 100,000 копий альбома.

## Запись
В апреле 2011 года группа направилась в студию для записи седьмого студийного альбома Unto the Locust в студии Green Day’s Jingletown, в Окленде. Через два месяца, 14 июня, состоялась премьера первого сингла, Locust, к которому также прилагались две песни: «Beautiful Mourning» c альбома The Blackening и «Bite the Bullet» с Through the Ashes of Empires. В июле вышел клип к синглу.
В интервью британскому журналу Rhythm, барабанщик группы Дэйв Макклейн сообщил, что группа находится под давлением своей прошлой работы, The Blackening, задавшей для музыкантов высокие требования к качеству материала. По словам Фила Деммела, гитариста Machine Head, альбом стал «отправной точкой» для перехода коллектива к новому звучанию.
28 июля группа представила обложку альбома и список композиций с будущего альбома. 12 августа был завершен процесс микширования и мастеринга альбома.Затем, 20 августа, последовал релиз второго сингла, «Darkness Within», на который в 2012 году был снят ещё один клип.

## Музыкальный стиль
Unto the Locust продолжил направление звучания предыдущего релиза группы, The Blackening, что проявилось как в прогрессивной структуре песен, так и в их мрачных текстах. Музыканты также подтверждали влияние своей прошлой работы, отмечая при этом, что новый альбом должен стать более тяжёлым и мелодичным. Все семь песен выдержаны в, ставшем традиционным для Machine Head, смешении грув-метала с трэш-металом, однако при этом сократилась средняя продолжительность песен. Также, при записи песен «I Am Hell», «Darkness Within» и «Who We Are», музыканты впервые задействовали такие классические музыкальные инструменты, как виолончель и скрипка. На последующем альбоме, Bloodstone & Diamonds, Machine Head продолжили экспериментировать со струнными инструментами, также задействовав и клавишные.
Основой тематики песен на альбоме стали проблемы общества и страхи человека. «Pearls Before The Swine» посвящена борьбе с наркотической зависимостью и была написана под влиянием сериала Во все тяжкие. «Who We Are» и «Darkness Within» основываются на личных переживаниях, в «I Am Hell» основной темой является пиромания. «Be Still And Know» и «This Is The End» посвящены борьбе с самим с собой.
Ведущим образом альбома является саранча. Комментируя название релиза и его заглавную песню Флинн сказал: «„Саранча“ — метафора. Саранча летит в рое, но они не могут контролировать направление, в котором они летают; они плывут по ветру, затем приземляются, вызывают массовые разрушения, а потом опять поднимаются в воздух и улетают, оставляя вас одного. Эта песня — метафора для человека, который приходит в вашу жизнь и имеет аналогичный эффект».

## Критика и коммерческий успех
| Совокупная оценка | Совокупная оценка |
| Источник          | Оценка            |
| ----------------- | ----------------- |
| Metacritic        | 91/100            |
| Оценки критиков   |                   |
| Источник          | Оценка            |
| About.com         | [ 13 ]            |
| Allmusic          | [ 10 ]            |
| Artistdirect      | [ 14 ]            |
| BBC Music         | +                 |
| Blabbermouth.net  | 9.0/10            |
| Blistering        | 8/10              |
| CraveOnline       | 8.5/10            |
| The Guardian      | [ 19 ]            |
| Metal Hammer      | 10/10             |
| Pitchfork Media   | 7.7/10            |

Unto the Locust был положительно встречен музыкальными критиками. Так, на Metacritic, совокупный рейтинг альбома составляет 91 из 100 на основе шести обзоров.. Обозреватели особенно отмечали музыкальную составляющую альбома, сравнивая прогрессивные структуры композиций со звучанием Metallica на альбоме Master of Puppets.
Рецензент The Guardian высоко оценил Unto the Locust, назвав его самым значительным событием в тяжелой музыке за весь 2011 год. Иэн Винвуд из BBC Music также положительно отозвался об альбоме, отдельно отметив техничность и сложность исполнения композиций. Более сдержанные отзывы об альбоме дали обозреватели Allmusic и Pithfork, обратив внимание на некоторую непоследовательность музыкантов в поисках нового звучания.
Unto The Locust разошёлся в количестве 17,000 копий в США за первую неделю продаж, позволив альбому занять 22-ю строчку в Billboard 200, что являлось наивысшей позицией группы в этом чарте на то время. В Европе альбом также показал высокие результаты, особенно успешно продаваясь в Германии и Австрии, заняв в региональных чартах этих стран 5-ю и 6-ю строчку.

## Список композиций
| №  | Название                                                                                           | Автор(ы)                              | Длительность |
| -- | -------------------------------------------------------------------------------------------------- | ------------------------------------- | ------------ |
| 1. | «I Am Hell (Sonata in C#)" - I: Sangre Sani (Blood Saint) - II: I Am Hell - III: Ashes to the Sky» | Робб Флинн, Фил Деммел                | 8:25         |
| 2. | «Be Still and Know»                                                                                | Робб Флинн, Фил Деммел                | 5:43         |
| 3. | «Locust»                                                                                           | Робб Флинн, Фил Деммел                | 7:36         |
| 4. | «This Is the End»                                                                                  | Робб Флинн                            | 6:05         |
| 5. | «Darkness Within»                                                                                  | Робб Флинн, Фил Деммел, Дэйв МакКлейн | 6:28         |
| 6. | «Pearls Before the Swine»                                                                          | Робб Флинн, Фил Деммел                | 7:19         |
| 7. | «Who We Are»                                                                                       | Робб Флинн                            | 7:11         |

| №   | Название                            | Автор(ы)                              | Длительность |
| --- | ----------------------------------- | ------------------------------------- | ------------ |
| 8.  | «The Sentinel» (Judas Priest cover) |                                       | 5:08         |
| 9.  | «Witch Hunt» (Rush cover)           |                                       | 4:46         |
| 10. | «Darkness Within» (Acoustic)        | Робб Флинн, Фил Деммел, Дэйв МакКлейн | 5:05         |

| №   | Название      | Автор(ы)                                         | Длительность |
| --- | ------------- | ------------------------------------------------ | ------------ |
| 11. | «Halo» (Live) | Робб Флинн, Фил Деммел, Дэйв МакКлейн, Адам Дьюс | 9:09         |

| №  | Название        | Автор(ы)               | Длительность |
| -- | --------------- | ---------------------- | ------------ |
| 8. | «Locust» (Live) | Робб Флинн, Фил Деммел | 7:42         |

| №  | Название                      | Длительность |
| -- | ----------------------------- | ------------ |
| 1. | «Making of "Unto the Locust"» | 22:43        |

## Участники записи
| Machine Head - Робб Флинн — вокал, соло и ритм-гитара - Фил Деммел — соло и ритм-гитара - Адам Дьюс — бас-гитара - Дэйв Макклейн — ударные Приглашенные музыканты - Рэйчел, Кэти, Джени и Миши из Quartet Rouge — виолончель и скрипки на «I Am Hell», «Darkness Within» и «Who We Are» | Запись - Робб Флинн — продюсирование, микширование - Хуан Уртега — микширование, мастеринг, звукоинженер - Брэд Кобыльчак — ассистент звукоинженера - Ли Ботвик — ассистент звукоинженера - Тед Дженсен — мастеринг - Пол Джерард — оформление - Мириам Сантос — фотографии - Стефан Тэйлор — дизайн логотипа |

## Позиции в чартах
| Чарт (2011)          | Позиция |
| -------------------- | ------- |
| Австралия            | 10      |
| Австрия              | 6       |
| Бельгия (Фландрия)   | 19      |
| Бельгия (Валлония)   | 21      |
| Канада               | 32      |
| Дания                | 10      |
| Нидерланды           | 20      |
| Финляндия            | 8       |
| Франция              | 18      |
| Германия             | 5       |
| Венгрия              | 19      |
| Новая Зеландия       | 19      |
| Норвегия             | 15      |
| Spanish Albums Chart | 28      |
| Испания              | 14      |
| Швейцария            | 10      |
| Великобритания       | 43      |
| Billboard 200        | 22      |